# Reginald MacDonell
Reginald MacDonell (-  Vila Pouca de Aguiar, 20 de Janeiro de 1847), mais conhecido por Reginaldo MacDonell no Reino de Portugal, foi um general escocês, do clâ jacobita dos MacDonell das Highlands, que esteve ao serviço como chefe militar da causa miguelista ou legitimista, na fase final da Guerra Civil Portuguesa (desde 20 de Dezembro de 1833) e na Guerra da Patuleia.
No dia 14 de Setembro de 1833, quando as forças fiéis a D. Miguel estavam a carregar sobre Lisboa, o general Louis Auguste Victor de Ghaisne de Bourmont (conde de Bourmont), que as tinha levado até lá apresentou a sua demissão de comandante em chefe e foi nessa altura que MacDonell assume essas funções, mas que se vê derrotado.
Mais tarde, após o Capitulação de Évora Monte, foi depois de ter estado preso no Porto e em Lisboa, respectivamente em 1839 e 1841, acusado de fomentar a rebelião miguelista de novo, que é incumbido pelo padre Dr. Cândido Rodrigues Alvares de Figueiredo e Lima, que se intitulava Presidente do Supremo Governo de D. Miguel, em Julho de 1842, de diligenciar o planeamento militar da nova conspiração realista que se levantava que surgiria com a Revolução da Maria da Fonte.
Já após isso e no final dos referidos acontecimentos, provavelmente por estes não estarem a correr como desejado, não se daria muito bem com o referido Rodrigues de Figueiredo, nem outros da sua facção de que também exemplo o carlista galego D. Santiago Garcia de Mendoza radicado no Minho por via do próprio general.
Será na temerária empresa de reentrar em Vila Pouca de Aguiar, ocupada desde o dia anterior pelas forças do 1.º visconde de Vinhais, que é derrotado e na altura que se entregava para se render que é cobardemente assassinado à "queima roupa".